# 高瀬舟
高瀬舟（たかせぶね、旧字体：高瀨舟）もしくは高瀬船とは、日本各地で使用されていた川舟、川船（かわぶね）の一種。
上代から中世にかけて主に河川で用いられた吃水の浅い小船と、近世以降に普及した、川船の代表として各地の河川で貨客の輸送に従事した船とに大別される。

## 概要
高瀬舟は河川や浅海を航行するための木造船である。
「高瀬舟」という語の初出は、平安時代前期に編纂された歴史書『日本三代実録』の巻第46の元慶8年9月16日条（西暦換算：ユリウス暦で884年10月8日の条、先発グレゴリオ暦で同年10月12日の条）に見られる、以下の記述である。

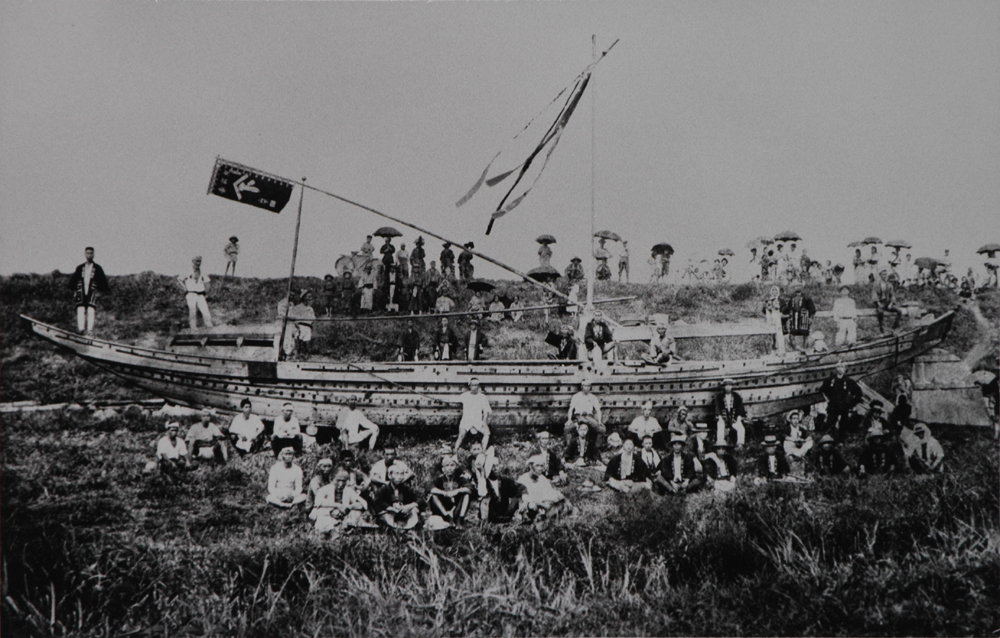
利根川の高瀬船／千葉県立関宿城博物館所蔵の、近現代の写真。

中世の高瀬舟は、船体が小さく、高背で、船底が深かった。近世になると船体は大きくなり、船底は平たく浅くなった。
近世以降に普及したほうの高瀬舟は、室町時代末期頃の備中国・美作国（現在の岡山県岡山市周辺一帯に相当）の主要3河川（吉井川・高梁川・旭川。近代以降にいう『岡山三大河川』）などで使用され始め、江戸時代になると日本各地に普及し、昭和時代初期まで使用された。帆走、もしくは、馬や人が曳く方法（cf. 曳舟道）で運行され、物資の輸送を主な目的としていた。主な輸送物資は、岡山においては、年貢米や木材、塩、海産物、醤油、酒などがある。
角倉了以・素庵親子が開削して京都・伏見間を繋いだ運河「高瀬川」は、それによって隆盛を始めた当地域における高瀬舟の運航にちなんで名付けられたものである。

## 構造
| 主要な4地域の高瀬船 |  | 利根川の高瀬船 |
| 主要な4地域の高瀬船 |  | 利根川の高瀬船 |

近世以降に普及した高瀬船は、広まってからというもの、日本の川船の代表する存在となり、大小様々なものが建造された。備中国・美作国の主要3河川（吉井川・高梁川・旭川）でも、山城国の高瀬川、駿河国の富士川、下総国の利根川でも、河川舟運を担う最も重要な川船であった。
近世以降に普及した高瀬船は帆船であり、帆は1反の布を細い綱（船頭綱）でからめて連結したもので、中央の帆柱・帆桁（ほげた）・帆綱で支えられており、船体内部は張り板（船首から前舟張り、中舟張り、後舟張り）で区切られ、それぞれ表の間・胴の間・艫（とも）の間と呼ばれている。船頭は舳先の立板に立ち、棹（さお）で岩を避けつつ操作した。
近世以降に普及した高瀬船の大きさが分かる史料としては、正田家文書『忍藩御手船新艘注文帳』がある。これは忍藩が高瀬船1艘を新造した文化14年（1817年）の注文書である。それによると、注文した高瀬船の大きさは、敷長12尋1尺（約22.20m）、横胴敷1丈3寸（約3.12m）、敷板厚1寸6分（約0.11m）、巾78寸（約2.36m）、釘間5寸（約0.15m）というものであった。その大きさのため、川を下るときは櫓などを使って下り、反対に上る際には帆を張って風の力で進んだり、人力で網を引っ張り上げたりした。。

## 舟での生活
近世以降に普及した高瀬船の船乗りは、陸上の宿に泊まることはほとんどなく、船上で寝起きしていた。川水を飲料水に使用し、釜や瓦竈（かわらくど）などの炊事道具や布団を積み込んでいた。浮世絵師・葛飾北斎の手になる『富嶽三十六景 常州 牛堀』には、水上生活者の範疇にある彼らの暮らしぶりが描き込まれている（■右列に画像と詳説あり）。近世以降の高瀬船は、土足で入ると縁起が悪くなるといって水できれいに洗った足半（あしなか。足裏の半ばまでしかない、藁草履の一種）を履いて船に乗った。。　

## 船頭歌
高瀬舟が荷積して山峡の船路を上るのは大変な重労働であった。岡山では、船頭は川底に竿を着け、その端を自分の胸に当て、舟尾に向かってふんばり歩いて舟を押し進めながら、寂声（さびごえ。枯れて渋みのある声）ででまかせ歌を歌う。「ヨーイヤナー、ソーリヤーヨー　赤いやつを出してﾖー　せんたくしとるノー」（縁起担ぎの一つで、赤い色を吉兆として喜んだ。）

## 各地の高瀬舟
- 備中国・美作国等（近代以降の岡山県の中心部）の吉井川・高梁川・旭川（近代以降にいう岡山三大河川）の高瀬舟。
- 山城国南部（京都）の高瀬川の高瀬舟／森鷗外の短編小説『高瀬舟』で知られる。
- 駿河国（近代以降の静岡県中部　）の富士川の高瀬舟
- 下総国（近代以降の千葉県北部・茨城県南西部）の利根川の高瀬舟

### 備中・美作の高瀬舟

#### 旭川流域の高瀬舟
- 中川正彦. “第4回 高瀬舟 上 - 美作国の1300年をたどる”. 公式ウェブサイト.   kNOT. 2019年5月14日閲覧。

- 真庭市勝山の高瀬舟

岡山県真庭市勝山（明治初期の真島郡勝山村。江戸時代における美作国真島郡勝山村、幕藩体制下の美作勝山藩知行高田村）には、かつて高瀬舟が行きかっていた発着場が残っている。かつてここでは川下から塩や海産物・干し海老（ほしえび）・畳表（たたみおもて）などの生活必需品の多くが高瀬舟によって山間部へもたらされ、さらにここから山中地域（旧・真庭郡域）へ送り出されていた。そして、山中地域からは木炭・米・蒟蒻（こんにゃく）などの物資を積み下ろしたりなど、物資の集散地になっていた。
岡山方面への舟は、午前中に荷積みをし、落合で1泊した後、翌日、岡山まで下る。その翌日に荷を下ろし、終わり次第戻って荷を積む。岡山からの帰りは4日程度かかっていた。
江戸時代中期にあたる享保17年（1732年）の『高田村絵図』に描かれた高瀬舟の発着場は、現在の中国勝山駅の裏辺りであり、「浜」と呼ばれ、岡山まで18里（約70.69km）、蔵から年貢米を積み出していたと思われる。
明治時代には370艘ほどが稼働しており、そのうち、落合（明治半ばにおける真島郡落合町、現・真庭市落合地区）に100艘、久世（明治半ばにおける大庭郡久世村、現・真庭市久世）に30艘、勝山（明治半ばにおける真島郡勝山町、現・真庭市勝山）には48艘程度の船が発着していた。
- 真庭市落合の高瀬舟

#### 吉井川流域の高瀬舟
津山市船頭町の吉井川河川敷に、かつて高瀬舟の船着き場として利用されていた石積みの護岸が残っている。これは森忠政が1603年に津山に入封し、津山城を拠点に津山のまちづくりに取り掛かるが、その中で治水対策として吉井川左岸に堤防を築いたあとに船着き場を整備したものである。合わせて、他の町でも見られるように、同種の職人を町の中の一定の区画に集める中で、船着き場の周辺に舟運関係者を集めて現在の船頭町となる。

### 山城の高瀬川の高瀬舟
- 株式会社ロム・インターナショナル (2015年). “京都を古地図で歩く本　平安京から幕末維新まで“歴史の謎解き”めぐり”. 公式ウェブサイト.  河出書房新社. 2019年5月14日閲覧。
- “What's 『高瀬舟』”. 公式ウェブサイト.   芦屋ギャラリー ART SPACE 高瀬舟. 2019年5月14日閲覧。

### 駿河の富士川の高瀬舟
- “富士川舟運 - 観光案内”. 公式ウェブサイト.  富士川町. 2019年5月14日閲覧。
- “11 川を彩る高瀬舟”. 公式ウェブサイト.  山梨県立博物館. 2019年5月14日閲覧。
- 国土交通省 甲府河川国道事務所 (2003年10月). “富士川舟運の歴史をたどる” (PDF). 公式ウェブサイト.  国土交通省 関東地方整備局. 2019年5月14日閲覧。
- 石川洋司（鰍沢町長） (2004年9月13日). “富士川舟運の町・鰍沢”. 公式ウェブサイト.  全国町村会. 2019年5月14日閲覧。
- 江口知秀 (2011年9月号). “富士水碑 角倉了以の富士川舟運開削”. ACe建設業界（公式ウェブサイト）.  日本建設業連合会. 2019年5月14日閲覧。
- “資料 詩情高瀬船は行く”. 公式ウェブサイト.   屋根のない博物館 (2005年8月22日). 2019年5月14日閲覧。■高瀬船を含む和船の図説もあり。

### 利根川の高瀬舟
- “利根川の高瀬船”. 房総の船 - 千葉の県立博物館（公式ウェブサイト）.  千葉県立関宿城博物館. 2019年5月14日閲覧。* * 野村正昭 (2016年11月6日). “～高瀬舟と利根川水運～河岸の町境（江戸と奥州を結ぶ境河岸）- 境町歴史民俗資料館だより 第4号”. 公式ウェブサイト.  境町歴史民俗資料館. 2019年5月14日閲覧。

## 関連作品

### 美術
高瀬舟をかなり詳細に描いたものとしては、霞ヶ浦に停泊する利根川の高瀬船を描いた葛飾北斎の名所浮世絵『富嶽三十六景 常州牛堀』（■右列に画像と詳説あり）や、江戸本所の四ツ木通用水（通称：曳舟川）での高瀬船の曳舟の様子を描いた歌川広重の『名所江戸百景 四ツ木通用水引ふね』などがある。ほかにも、多くは画面上の“脇役”としてではあるが、浮世絵師を中心に様々な絵師によって描かれている。

### 文学
森鷗外の短編小説『高瀬舟』では、江戸時代における京都の高瀬川と高瀬舟が物語の舞台背景になっている。

## 関連商品

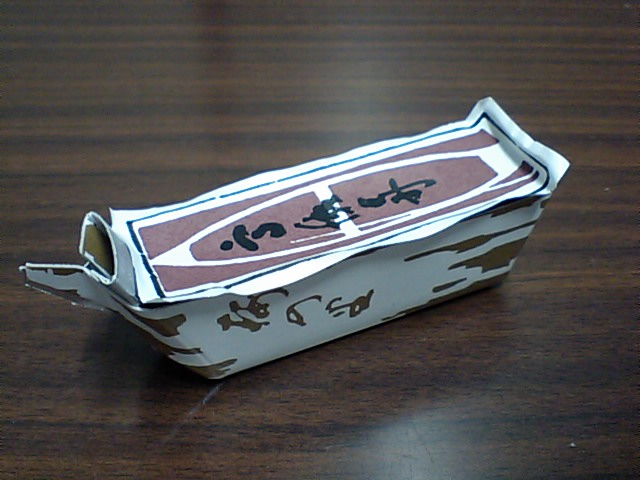
高瀬舟羊羹（外装）

岡山県真庭市の落合地区（江戸時代における美作国真島郡内の後世の落合町相当地域）では、明和元年（1764年）以来の伝統和菓子である落合羊羹が、考案者の老舗・古見屋羊羹を始めとするいずれも老舗の5業者・5店舗によって製造・販売されているが、古見屋羊羹では主たるバリエーション商品として「高瀬舟羊羹」も製造・販売している。開発時期についての情報は確認できない。中身は昔ながらの田舎羊羹であるが、パッケージデザインを舟形にして、旭川の河川舟運を担った高瀬舟にゆかりある土地柄にふさわしい商品となっている。また、名称こそ違うが、古見屋以外の4業者も同様に舟形の外装で高瀬舟を表した商品を製造・販売している。